# Lars (album)
Lars is het vierde album van de Nederlandse artiest Snelle. Het album werd op 13 maart 2021 uitgebracht en behaalde de eerste plek in de Nederlandse Album Top 100 en de vierde plek in de Vlaamse Ultratop 200.
Het album bestaat uit een totaal van vijftien nummers, vijf van deze nummers waaronder Smoorverliefd en Blijven slapen waren al voor het album als losse nummers uitgebracht.

## Tracklist
| Nr. | Titel                                         | Duur |
| --- | --------------------------------------------- | ---- |
| 1.  | Zonder jas naar buiten                        | 3:01 |
| 2.  | Blijven slapen (met Maan)                     | 2:50 |
| 3.  | Goed opgedroogd                               | 2:55 |
| 4.  | Door de drank                                 | 3:11 |
| 5.  | Limonade                                      | 2:47 |
| 6.  | In de schuur (met Ronnie Flex)                | 3:01 |
| 7.  | Dom & onbeleefd (met Paul de Munnik)          | 2:47 |
| 8.  | Kleur                                         | 3:09 |
| 9.  | Allemaal hetzelfde                            | 2:45 |
| 10. | Thuis                                         | 2:58 |
| 11. | Papa heeft weer wat gelezen (met Thomas Acda) | 2:55 |
| 12. | Zij laat me praten                            | 3:11 |
| 13. | Generatie Y (met Glen Faria)                  | 2:54 |
| 14. | Veilige plek                                  | 3:33 |
| 15. | Smoorverliefd                                 | 2:57 |

## Hitnoteringen

### NederlandseAlbum Top 100
| Hitnotering: 20-03-2021 t/m 25-06-2022 | Hitnotering: 20-03-2021 t/m 25-06-2022 | Hitnotering: 20-03-2021 t/m 25-06-2022 | Hitnotering: 20-03-2021 t/m 25-06-2022 | Hitnotering: 20-03-2021 t/m 25-06-2022 | Hitnotering: 20-03-2021 t/m 25-06-2022 | Hitnotering: 20-03-2021 t/m 25-06-2022 | Hitnotering: 20-03-2021 t/m 25-06-2022 | Hitnotering: 20-03-2021 t/m 25-06-2022 | Hitnotering: 20-03-2021 t/m 25-06-2022 | Hitnotering: 20-03-2021 t/m 25-06-2022 | Hitnotering: 20-03-2021 t/m 25-06-2022 | Hitnotering: 20-03-2021 t/m 25-06-2022 | Hitnotering: 20-03-2021 t/m 25-06-2022 | Hitnotering: 20-03-2021 t/m 25-06-2022 | Hitnotering: 20-03-2021 t/m 25-06-2022 | Hitnotering: 20-03-2021 t/m 25-06-2022 | Hitnotering: 20-03-2021 t/m 25-06-2022 | Hitnotering: 20-03-2021 t/m 25-06-2022 | Hitnotering: 20-03-2021 t/m 25-06-2022 | Hitnotering: 20-03-2021 t/m 25-06-2022 |
| Week:                                  | 1                                      | 2                                      | 3                                      | 4                                      | 5                                      | 6                                      | 7                                      | 8                                      | 9                                      | 10                                     | 11                                     | 12                                     | 13                                     | 14                                     | 15                                     | 16                                     | 17                                     | 18                                     | 19                                     | 20                                     |
| -------------------------------------- | -------------------------------------- | -------------------------------------- | -------------------------------------- | -------------------------------------- | -------------------------------------- | -------------------------------------- | -------------------------------------- | -------------------------------------- | -------------------------------------- | -------------------------------------- | -------------------------------------- | -------------------------------------- | -------------------------------------- | -------------------------------------- | -------------------------------------- | -------------------------------------- | -------------------------------------- | -------------------------------------- | -------------------------------------- | -------------------------------------- |
| Positie:                               | 1                                      | 3                                      | 4                                      | 3                                      | 5                                      | 2                                      | 2                                      | 1                                      | 2                                      | 5                                      | 5                                      | 7                                      | 5                                      | 9                                      | 6                                      | 9                                      | 10                                     | 5                                      | 10                                     | 10                                     |
| Week:                                  | 21                                     | 22                                     | 23                                     | 24                                     | 25                                     | 26                                     | 27                                     | 28                                     | 29                                     | 30                                     | 31                                     | 32                                     | 33                                     | 34                                     | 35                                     | 36                                     | 37                                     | 38                                     | 39                                     | 40                                     |
| Positie:                               | 12                                     | 11                                     | 10                                     | 13                                     | 12                                     | 15                                     | 21                                     | 24                                     | 23                                     | 31                                     | 31                                     | 31                                     | 33                                     | 28                                     | 24                                     | 37                                     | 39                                     | 41                                     | 31                                     | 27                                     |
| Week:                                  | 41                                     | 42                                     | 43                                     | 44                                     | 45                                     | 46                                     | 47                                     | 48                                     | 49                                     | 50                                     | 51                                     | 52                                     | 53                                     | 54                                     | 55                                     | 56                                     | 57                                     | 58                                     | 59                                     | 60                                     |
| Positie:                               | 56                                     | 67                                     | 37                                     | 47                                     | 49                                     | 56                                     | 59                                     | 65                                     | 67                                     | 61                                     | 63                                     | 59                                     | 60                                     | 43                                     | 43                                     | 51                                     | 60                                     | 69                                     | 77                                     | 79                                     |
| Week:                                  | 61                                     | 62                                     | 63                                     | 64                                     | 65                                     | 66                                     | 67                                     |                                        |                                        |                                        |                                        |                                        |                                        |                                        |                                        |                                        |                                        |                                        |                                        |                                        |
| Positie:                               | 76                                     | 89                                     | 88                                     | 95                                     | 68                                     | 67                                     | 87                                     | uit                                    |                                        |                                        |                                        |                                        |                                        |                                        |                                        |                                        |                                        |                                        |                                        |                                        |

### VlaamseUltratop 200
| Hitnotering: 20-03-2021 t/m 16-10-2021 06-11-2021 t/m 13-11-2021 11-12-2021 t/m 18-12-2021, 29-01-2022 12-03-2022 t/m 08-04-2022, 22-04-2022 | Hitnotering: 20-03-2021 t/m 16-10-2021 06-11-2021 t/m 13-11-2021 11-12-2021 t/m 18-12-2021, 29-01-2022 12-03-2022 t/m 08-04-2022, 22-04-2022 | Hitnotering: 20-03-2021 t/m 16-10-2021 06-11-2021 t/m 13-11-2021 11-12-2021 t/m 18-12-2021, 29-01-2022 12-03-2022 t/m 08-04-2022, 22-04-2022 | Hitnotering: 20-03-2021 t/m 16-10-2021 06-11-2021 t/m 13-11-2021 11-12-2021 t/m 18-12-2021, 29-01-2022 12-03-2022 t/m 08-04-2022, 22-04-2022 | Hitnotering: 20-03-2021 t/m 16-10-2021 06-11-2021 t/m 13-11-2021 11-12-2021 t/m 18-12-2021, 29-01-2022 12-03-2022 t/m 08-04-2022, 22-04-2022 | Hitnotering: 20-03-2021 t/m 16-10-2021 06-11-2021 t/m 13-11-2021 11-12-2021 t/m 18-12-2021, 29-01-2022 12-03-2022 t/m 08-04-2022, 22-04-2022 | Hitnotering: 20-03-2021 t/m 16-10-2021 06-11-2021 t/m 13-11-2021 11-12-2021 t/m 18-12-2021, 29-01-2022 12-03-2022 t/m 08-04-2022, 22-04-2022 | Hitnotering: 20-03-2021 t/m 16-10-2021 06-11-2021 t/m 13-11-2021 11-12-2021 t/m 18-12-2021, 29-01-2022 12-03-2022 t/m 08-04-2022, 22-04-2022 | Hitnotering: 20-03-2021 t/m 16-10-2021 06-11-2021 t/m 13-11-2021 11-12-2021 t/m 18-12-2021, 29-01-2022 12-03-2022 t/m 08-04-2022, 22-04-2022 | Hitnotering: 20-03-2021 t/m 16-10-2021 06-11-2021 t/m 13-11-2021 11-12-2021 t/m 18-12-2021, 29-01-2022 12-03-2022 t/m 08-04-2022, 22-04-2022 | Hitnotering: 20-03-2021 t/m 16-10-2021 06-11-2021 t/m 13-11-2021 11-12-2021 t/m 18-12-2021, 29-01-2022 12-03-2022 t/m 08-04-2022, 22-04-2022 | Hitnotering: 20-03-2021 t/m 16-10-2021 06-11-2021 t/m 13-11-2021 11-12-2021 t/m 18-12-2021, 29-01-2022 12-03-2022 t/m 08-04-2022, 22-04-2022 | Hitnotering: 20-03-2021 t/m 16-10-2021 06-11-2021 t/m 13-11-2021 11-12-2021 t/m 18-12-2021, 29-01-2022 12-03-2022 t/m 08-04-2022, 22-04-2022 | Hitnotering: 20-03-2021 t/m 16-10-2021 06-11-2021 t/m 13-11-2021 11-12-2021 t/m 18-12-2021, 29-01-2022 12-03-2022 t/m 08-04-2022, 22-04-2022 | Hitnotering: 20-03-2021 t/m 16-10-2021 06-11-2021 t/m 13-11-2021 11-12-2021 t/m 18-12-2021, 29-01-2022 12-03-2022 t/m 08-04-2022, 22-04-2022 | Hitnotering: 20-03-2021 t/m 16-10-2021 06-11-2021 t/m 13-11-2021 11-12-2021 t/m 18-12-2021, 29-01-2022 12-03-2022 t/m 08-04-2022, 22-04-2022 | Hitnotering: 20-03-2021 t/m 16-10-2021 06-11-2021 t/m 13-11-2021 11-12-2021 t/m 18-12-2021, 29-01-2022 12-03-2022 t/m 08-04-2022, 22-04-2022 | Hitnotering: 20-03-2021 t/m 16-10-2021 06-11-2021 t/m 13-11-2021 11-12-2021 t/m 18-12-2021, 29-01-2022 12-03-2022 t/m 08-04-2022, 22-04-2022 | Hitnotering: 20-03-2021 t/m 16-10-2021 06-11-2021 t/m 13-11-2021 11-12-2021 t/m 18-12-2021, 29-01-2022 12-03-2022 t/m 08-04-2022, 22-04-2022 | Hitnotering: 20-03-2021 t/m 16-10-2021 06-11-2021 t/m 13-11-2021 11-12-2021 t/m 18-12-2021, 29-01-2022 12-03-2022 t/m 08-04-2022, 22-04-2022 | Hitnotering: 20-03-2021 t/m 16-10-2021 06-11-2021 t/m 13-11-2021 11-12-2021 t/m 18-12-2021, 29-01-2022 12-03-2022 t/m 08-04-2022, 22-04-2022 |
| Week: | 1 | 2 | 3 | 4 | 5 | 6 | 7 | 8 | 9 | 10 | 11 | 12 | 13 | 14 | 15 | 16 | 17 | 18 | 19 | 20 |
| --- | --- | --- | --- | --- | --- | --- | --- | --- | --- | --- | --- | --- | --- | --- | --- | --- | --- | --- | --- | --- |
| Positie: | 4 | 19 | 63 | 58 | 76 | 27 | 16 | 7 | 38 | 38 | 50 | 47 | 57 | 73 | 94 | 103 | 96 | 55 | 59 | 79 |
| Week: | 21 | 22 | 23 | 24 | 25 | 26 | 27 | 28 | 29 | 30 | | 31 | 32 | | 33 | 34 | | 35 | | 36 |
| Positie: | 86 | 100 | 110 | 124 | 178 | 146 | 118 | 190 | 175 | 183 | uit | 145 | 136 | uit | 191 | 157 | uit | 185 | uit | 167 |
| Week: | 37 | 38 | 39 | 40 | | 41 | | | | | | | | | | | | | | |
| Positie: | 75 | 146 | 146 | 171 | uit | 186 | uit | | | | | | | | | | | | | |